# Djemia cooperi
Djemia cooperi is een hooiwagen uit de familie Assamiidae.